# Колина (муниципалитет)
Колина (порт. Colina)  —  муниципалитет в Бразилии, входит в штат Сан-Паулу. Составная часть мезорегиона Рибейран-Прету. Входит в экономико-статистический  микрорегион Барретус. Население составляет 17 222 человека на 2006 год. Занимает площадь 423,963 км². Плотность населения — 40,6 чел./км².
Праздник города —  21 апреля.

## История
Город основан 21 апреля 1926 года. 

## Статистика
- Валовой внутренний продукт на 2003 составляет 453.003.797,00 реалов (данные: Бразильский институт географии и статистики).
- Валовой внутренний продукт на душу населения на 2003 составляет 26.700,68 реалов (данные: Бразильский институт географии и статистики).
- Индекс развития человеческого потенциала на 2000 составляет 0,813 (данные: Программа развития ООН).

## География
Климат местности: горный тропический. В соответствии с классификацией Кёппена, климат относится к категории Aw.